# God Is a Dancer
God Is a Dancer è un singolo del DJ olandese Tiësto e della cantante britannica Mabel, pubblicato il 20 settembre 2019.
Il brano è incluso nel settimo album in studio di Tiësto The London Sessions e, come traccia bonus, nell'edizione digitale del primo album in studio di Mabel High Expectations ed è stato scritto da Violet Skies, Tijs Verwest (Tiësto) e Josh Wilkinson.

## Tracce
- Download digitale

1. God Is a Dancer – 2:48

- Download digitale - Acoustic

1. God Is a Dancer (Acoustic) – 2:53

- Download digitale - James Hype Remix

1. God Is a Dancer (James Hype Remix) – 2:53